# Aeroporto di Usinsk
L'aeroporto di Usinsk è un aeroporto civile situato nei pressi della cittadina russa di Usinsk, localizzata in Siberia nordoccidentale, nella Repubblica dei Comi.

## Dati tecnici
L'aeroporto è dotato attualmente di una pista attiva di 2,502 х 42 m che permette i decolli/atterraggi dei seguenti tipi di aerei: Antonov An-12, Antonov An-24, Antonov An-26, Antonov An-30, Antonov An-72, Antonov An-124, Ilyushin Il-76, Tupolev Tu-134, Tupoev Tu-154, Yakovlev Yak-40, Yakovlev Yak-42, Boeing 727, Boeing 737 nonché degli elicotteri Mil Mi-2, Mil Mi-6, Mil Mi-8.

## Gestione
L'Aeroporto di Usinsk è un filiale della compagnia aerea russa UTair-Express (ex-Komiaviatrans) e della compagnia aerea Sevuralaeronavogatsia.